# Кам'яно-Костувата
Кам'яно-Костувата, Каменно-Костовата  — річка у Новоукраїнському, Братському районах Кіровоградської та Миколаївської областей. Права притока Мертвоводу (басейн Південного Бугу).

## Опис
Довжина 27 км, похил річки — 1,5 м/км. Формується з багатьох безіменних струмків та водойм. Площа басейну 324 км². Ліва притока — річка Мазаниця.

## Розташування
Кам'яно-Костувата бере початок у селі Варварівка. Тече переважно на південь у межах населених пунктів Новофедорівка, Мостове, Воронине, П'ятихатки, Кам'янопіль та Прищепівка. На околиці Братського впадає у річку Мертвовод, ліву притоку Південного Бугу.